# Michela Cerruti

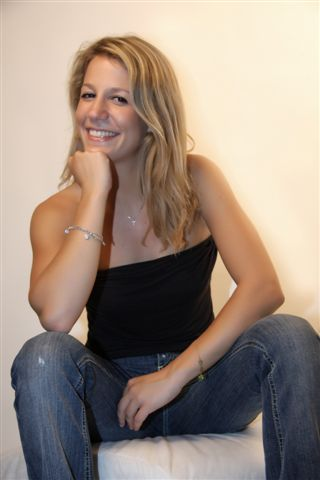
Michela Cerruti

Michela Cerruti (* 18. Februar 1987 in Rom) ist eine italienische Automobilrennfahrerin. Sie startete 2010 und 2011 in der Superstars Series und ist die erste Frau, die ein Rennen dieser Meisterschaft gewann. 2014 trat sie in der Auto GP an. Auch in dieser Rennserie wurde sie zur ersten Siegerin. Zudem fuhr sie 2014/15 in der FIA-Formel-E-Meisterschaft.

## Karriere
Cerruti kam durch ihren Vater Aldo Cerruti, der ebenfalls Rennfahrer war, zum Motorsport. 2006 meldete er sie zu einem Fahrsicherheitstraining mit Mario Ferraris, einem Sohn des Rennstallbetreibers Romeo Ferraris, an. Ferraris war von Cerrutis Leistungen so angetan, dass er ihren Vater überzeugte, sie zu Rennen antreten zu lassen.
2008 debütierte Cerruti in der Italian Touring Endurance Championship, in der sie auch 2009 antrat. 2010 startete Cerruti für den Rennstall von Romeo Ferraris in einem Mercedes C63 AMG in der Superstars Series, einer italienischen Tourenwagen-Rennserie. Mit einem siebten Platz als bestes Ergebnis wurde sie 27. in der italienischen und 30. in der internationalen Wertung. Außerdem trat sie in der italienischen GT-Meisterschaft für Romeo Ferraris an und schloss die Saison auf dem 14. Platz der GT-Cup-Wertung ab. 2011 blieb sie bei Romeo Ferraris und bestritt ihre zweite Saison in der Superstars Series. Beim Saisonauftakt in Monza beendete sie das erste Rennen auf dem zweiten Platz. Im zweiten Rennen in Monza erzielte Cerruti den Sieg und wurde damit zur ersten Frau, die ein Rennen der Superstars Series gewann. Nach diesem Rennen führte sie sowohl die italienische, als auch die internationale Wertung an. Im weiteren Verlauf der Saison folgten keine weiteren Podest-Platzierungen und sie beendete die Saison auf dem achten Rang der italienischen und auf dem neunten Platz der internationalen Wertung.
Ende 2011 machte Cerruti bei GP3-Testfahrten erste Erfahrungen im Monoposto. Sie wurde damit zur zweiten Frau nach Andrina Gugger, die ein GP3-Auto fuhr. Anfang 2012 nahm Cerruti erstmals an einer Formelsport-Rennserie teil und ging für Victory Motor Racing in der Toyota Racing Series, der höchsten Monoposto-Serie Neuseelands, an den Start. Mit drei zehnten Plätzen als beste Ergebnisse wurde sie 16. im Gesamtklassement. Anschließend wechselte sie in die European F3 Open, wo sie für RP Motorsport an den Start ging. Nachdem sie an den ersten drei Rennwochenenden nicht in die Top-10 gekommen war, verließ sie die Rennserie und stieg im weiteren Saisonverlauf 2012 in den deutschen Formel-3-Cup ein. Für EuroInternational startend wurde sie mit einem zehnten Platz als bestem Ergebnis 15. in der Fahrerwertung. Darüber hinaus war Cerruti 2012 auch im GT-Sport aktiv. Mit einem Sieg wurde sie Zehnte in der GT3-Wertung der italienischen GT-Meisterschaft. Zudem nahm sie an einem Rennen der Blancpain Endurance Series teil.
2013 war Cerruti erneut in mehreren Disziplinen aktiv. Im GT-Sport fuhr sie in der italienischen GT-Meisterschaft, wo sie mit einem Sieg Achte in der GT3-Wertung wurde, und in der Blancpain Endurance Series, wo sie mit einer Podest-Platzierung den neunten Platz im GT3-Pro-Am-Cup erreichte. Im Formelsport kehrte Cerruti 2013 zu Romeo Ferraris zurück und trat für den Rennstall zu drei Veranstaltungen der europäischen Formel-3-Meisterschaft an. Außerdem nahm Cerruti 2013 für das MLR71 Racing Team an vier Rennen der Auto GP teil. Dabei kam sie zweimal in die Punkte. Im Tourenwagen absolvierte sie ein Rennen in der Eurocup Mégane Trophy. 2014 konzentrierte sich Cerruti auf ihr Engagement in der Auto GP. Sie erhielt ein Cockpit bei Super Nova International. Cerruti gewann ein Rennen in Imola und wurde damit zur ersten Siegerin in der Auto GP. Sie beendete die Saison auf dem sechsten Platz in der Fahrerwertung. In der Saison 2014/15 trat sie in der neugegründeten FIA-Formel-E-Meisterschaft an. Sie erhielt ein Cockpit im Trulli Formula E Team, das von Super Nova betreut wurde. Kurz vor dem fünften Rennen beendete Cerruti ihr Formel-E-Engagement aus eigenem Antrieb. Ein zwölfter Platz war ihr bestes Ergebnis.
2015 nahm Cerruti für Target Competition an einer Veranstaltung der TCR International Series teil.

## Statistik

### Karrierestationen
| - 2008: Italian Touring Endurance Championship - 2009: Italian Touring Endurance Championship - 2010: Superstars Series (Platz 30) - 2010: Italienische GT-Meisterschaft, GT-Cup (Platz 14) - 2011: Superstars Series (Platz 9) - 2012: Toyota Racing Series (Platz 16) | - 2012: European F3 Open (Platz 30) - 2012: Deutsche Formel 3 (Platz 15) - 2012: Italienische GT-Meisterschaft, GT3 (Platz 10) - 2012: Blancpain Endurance Series, GT3 Pro-Am - 2013: Italienische GT-Meisterschaft, GT3 (Platz 8) - 2013: Blancpain Endurance Series, GT3 Pro-Am (Platz 9) | - 2013: Europäische Formel 3 - 2013: Auto GP (Platz 19) - 2013: Eurocup Mégane Trophy (Platz 17) - 2014: Auto GP (Platz 6) - 2015: Formel E (Platz 29) - 2015: TCR International Series (Platz 31) |

### Einzelergebnisse in der FIA-Formel-E-Meisterschaft
| Jahr    | Team   | 1   | 2   | 3   | 4   | 5   | 6   | 7   | 8   | 9   | 10  | 11  | Punkte | Rang |
| ------- | ------ | --- | --- | --- | --- | --- | --- | --- | --- | --- | --- | --- | ------ | ---- |
| 2014/15 | Trulli | BEI | PUT | PUN | BUE | MIA | LBH | MON | BER | MOS | LON | LON | 0      | 29.  |
| 2014/15 | Trulli | 14  | DNF | 12  | DNF |     |     |     |     |     |     |     | 0      | 29.  |

| Legende                      | Legende       | Legende                                                                 |
| Farbe                        | Abkürzung     | Bedeutung                                                               |
| ---------------------------- | ------------- | ----------------------------------------------------------------------- |
| Gold                         | —             | Sieger                                                                  |
| Silber                       | —             | 2. Platz                                                                |
| Bronze                       | —             | 3. Platz                                                                |
| Grün                         | —             | Platzierung in den Punkten                                              |
| Blau                         | —             | Klassifiziert außerhalb der Punkteränge                                 |
| Violett                      | DNF           | Rennen nicht beendet                                                    |
| Violett                      | NC            | nicht klassifiziert                                                     |
| Rot                          | DNQ           | nicht qualifiziert                                                      |
| Schwarz                      | DSQ           | disqualifiziert                                                         |
| Weiß                         | DNS           | nicht am Start                                                          |
| Weiß                         | WD            | zurückgezogen                                                           |
| Weiß                         | C             | Rennen abgesagt                                                         |
| Blanko                       |               | nicht teilgenommen                                                      |
| Blanko                       | DNP           | gemeldet, aber nicht teilgenommen                                       |
| Blanko                       | INJ           | verletzt oder krank                                                     |
| Blanko                       | EX            | ausgeschlossen                                                          |
| sonstige Formate und Zeichen | P/fett        | Pole-Position                                                           |
| sonstige Formate und Zeichen | kursiv        | Schnellste Rennrunde (ab 2017/18: Schnellste Rennrunde der ersten Zehn) |
| sonstige Formate und Zeichen | unterstrichen | Führender in der Gesamtwertung                                          |
| sonstige Formate und Zeichen | °             | FanBoost                                                                |
| sonstige Formate und Zeichen | *             | nicht im Ziel, aufgrund der zurückgelegten Distanz aber gewertet        |
| sonstige Formate und Zeichen | ( )           | Streichresultat                                                         |

### Einzelergebnisse in der TCR International Series
| Jahr | Team               | 1   | 2   | 3   | 4   | 5   | 6   | 7   | 8   | 9   | 10  | 11  | 12  | 13  | 14  | 15  | 16  | 17  | 18  | 19  | 20  | 21  | 22  | Punkte | Rang |
| ---- | ------------------ | --- | --- | --- | --- | --- | --- | --- | --- | --- | --- | --- | --- | --- | --- | --- | --- | --- | --- | --- | --- | --- | --- | ------ | ---- |
| 2015 | Target Competition | SEP | SEP | SHA | SHA | VAL | VAL | POR | POR | MNZ | MNZ | SAL | SAL | SOC | SOC | SPI | SPI | SIN | SIN | BUR | BUR | MAC | MAC | 5      | 31.  |
| 2015 | Target Competition |     |     |     |     |     |     |     |     |     |     |     |     |     |     | 10  | 8   |     |     |     |     |     |     | 5      | 31.  |